# Usia sedophila
Usia sedophila är en tvåvingeart som beskrevs av Enrico Adelelmo Brunetti 1909. Usia sedophila ingår i släktet Usia och familjen svävflugor. Inga underarter finns listade i Catalogue of Life.